# Bergh Apton
Bergh Apton är en civil parish i Storbritannien.   Den ligger i grevskapet Norfolk och riksdelen England, i den sydöstra delen av landet, 160 km nordost om huvudstaden London. Antalet invånare är 428. Arean är 8,1 kvadratkilometer.
Terrängen i Bergh Apton är mycket platt.